# 救助資機材
救助資機材（きゅうじょしきざい）とは、救助活動を行う際に用いられる装備機材をいう。火災、交通事故、地震災害、NBC災害、水難救助、山岳救助などにより必要とされる装備は異なる。

## 消防用救助資機材
消防法第36条の2に基づき制定された「救助隊の編成、装備及び配置の基準を定める省令」に定められた装備機材である。
以下の種類に分類される。
- 一般救助用器具
- 重量物排除用器具
- 切断用器具
- 破壊用器具
- 測定用器具
- 呼吸保護用器具
- 隊員保護用器具
- その他の救助用器具
- 高度救助資機材（電磁波人命探査装置、ボーカメ等）